# هوانورد (فیلم ۲۰۰۴)
هوانورد (به انگلیسی: The Aviator) فیلمی حماسی، زندگی‌نامه‌ای و درام محصول سال ۲۰۰۴ به کارگردانی مارتین اسکورسیزی و نویسندگی جان لوگان است. این فیلم بر مبنای زندگی هوانورد، تهیه‌کننده و کارگردان سینمای مشهور آمریکایی هوارد هیوز ساخته شده است. هوارد هیوز دچار بیماری اختلال وسواسی جبری بود.
لئوناردو دی‌کاپریو در نقش هوارد هیوز، کیت بلانشت در نقش کاترین هپبورن، و کیت بکینسیل در نقش اوا گاردنر بازی کرده‌اند. در نقش‌های مکمل ایان هولم، جان سی ریلی، الک بالدوین، جود لا، گوئن استفانی، کیلی گارنر، مت راس، ویلم دفو، آلن آلدا و ادوارد هرمان حضور دارند.
این فیلم بر پایهٔ کتاب غیرداستانی هاورد هیوز: زندگی مخفی نوشتهٔ چارلز هایم در سال ۱۹۹۳ ساخته شده و زندگی هوارد هیوز، پیشگام صنعت هوانوردی و کارگردان فیلم فرشته‌های جهنم را به تصویر می‌کشد. روایت فیلم دوره‌ای از زندگی هیوز را بین سال‌های ۱۹۲۷ تا ۱۹۴۷ دربر می‌گیرد؛ دورانی که او به یک تهیه‌کنندهٔ موفق فیلم و سرمایه‌دار بزرگ هوانوردی بدل شد، در حالی که به‌تدریج به دلیل ابتلا به اختلال وسواسی-جبری دچار ناپایداری روانی فزاینده‌ای می‌شد. او با این حال همواره به دنبال شکستن رکوردهای سرعت و فاصله پرواز بود.
فیلم در مونترآل فیلم‌برداری شد. هوانورد در ۲۵ دسامبر ۲۰۰۴ در ایالات متحده اکران شد و نقدهای مثبتی دریافت کرد. منتقدان کارگردانی اسکورسیزی، فیلم‌برداری و بازی‌های دی‌کاپریو و بلانشت را ستودند. این فیلم با بودجه‌ای ۱۱۰ میلیون دلاری، ۲۱۴ میلیون دلار فروش داشت و به موفقیتی نسبتاً قابل‌قبول در گیشه دست یافت.
هوانورد با ۱۱ نامزدی پیشتاز هفتاد و هفتمین دوره جوایز اسکار بود، از جمله نامزدی برای جایزه اسکار بهترین فیلم، جایزه اسکار بهترین کارگردانی (برای اسکورسیزی)، جایزه اسکار بهترین بازیگر مرد (برای دی‌کاپریو)، و جایزه اسکار بهترین بازیگر نقش مکمل مرد (برای آلدا) و در نهایت ۵ جایزه کسب کرد، از جمله جایزه اسکار بهترین بازیگر نقش مکمل زن برای کیت بلانشت.
در پنجاه و هشتمین دوره جوایز بفتا، فیلم با ۱۴ نامزدی پیشتاز بود، از جمله برای جایزه بفتای بهترین کارگردانی، جایزه بفتای بهترین بازیگر نقش اول مرد (برای دی‌کاپریو) و جایزه بفتای بهترین بازیگر نقش مکمل مرد (برای آلدا) و موفق به کسب ۴ جایزه شد، از جمله جایزه بفتای بهترین فیلم و جایزه بفتای بهترین بازیگر نقش مکمل زن (برای بلانشت).
همچنین، این فیلم در شصت و دومین مراسم گلدن گلوب ۶ نامزدی کسب کرد، از جمله جایزه گلدن گلوب بهترین کارگردانی و جایزه گلدن گلوب بهترین بازیگر نقش مکمل زن (برای بلانشت)، و ۳ جایزه به دست آورد، از جمله جایزه گلدن گلوب بهترین فیلم – درام و جایزه گلدن گلوب بهترین بازیگر مرد – فیلم درام (برای دی‌کاپریو).
فیلم در یازدهمین مراسم جایزه انجمن بازیگران فیلم نیز در ۳ بخش نامزد شد، از جمله جایزه انجمن بازیگران فیلم برای بازیگر نقش اول مرد برجسته (برای دی‌کاپریو)، و موفق به کسب جایزه انجمن بازیگران فیلم برای بهترین بازیگر نقش مکمل زن برای بلانشت شد.

## داستان
در سال ۱۹۱۳ در هیوستون، مادر هوارد هیوز هشت‌ساله او را به حمام می‌برد و به او یاد می‌دهد چگونه واژهٔ «قرنطینه» را بنویسد، و در عین حال دربارهٔ شیوع اخیر وبا به او هشدار می‌دهد. چهارده سال بعد، در سال ۱۹۲۷، هیوز ساخت فیلم فرشته‌های جهنم را آغاز می‌کند و نوا دیتریش را برای مدیریت امور روزانهٔ امپراتوری تجاری‌اش استخدام می‌کند.
پس از اکران فیلم خواننده جاز، نخستین فیلم نیمه‌ناطق، هیوز به واقع‌گرایی در فیلمسازی وسواس پیدا می‌کند و تصمیم می‌گیرد فیلم خود را به نسخه‌ای ناطق تبدیل کند. با وجود موفقیت فیلم، هیوز از نتیجه راضی نیست و پس از نمایش افتتاحیه در هالیوود، دستور بازتدوین آن را می‌دهد. او وارد رابطه‌ای عاشقانه با بازیگر کاترین هپبورن می‌شود که در کاهش نشانه‌های اختلال وسواس فکری-عملی و میکروب‌هراسی‌‌اش به او کمک می‌کند.
در سال ۱۹۳۵، هیوز هواپیمای هیوز اچ-۱ مسابقه‌ای را آزمایش می‌کند و با آن رکورد سرعت جدیدی ثبت می‌کند، با اینکه در پایان پرواز، سوخت هواپیما تمام می‌شود و مجبور می‌شود در مزرعه‌ای از چغندر سقوط کند. سه سال بعد، او رکورد پرواز دور دنیا را می‌شکند و در چهار روز دور دنیا پرواز می‌کند. سپس مالکیت عمدهٔ شرکت ترنس‌کنتیننتال و وسترن ایر (تی‌دبلیو‌اِی) را خریداری می‌کند.
خوان تریپ، رقیب کاری هیوز و رئیس شرکت پان امریکن، با کمک سناتور هم‌پیمانش رالف اوون بروستر، پیش‌نویس «لایحهٔ خطوط هوایی جامعه» را ارائه می‌دهد که انحصار پروازهای بین‌المللی را به پَن‌اَم می‌دهد. هپبورن که از رفتارهای عجیب و کارمحور هیوز خسته شده، او را ترک می‌کند و با بازیگر دیگر اسپنسر تریسی وارد رابطه می‌شود. هیوز خیلی زود دل به دختر ۱۵ساله‌ای به نام فایت دومرگی می‌بازد و بعداً نیز با بازیگر اوا گاردنر وارد رابطه می‌شود. با این حال، هنوز به هپبورن علاقه دارد و به خبرنگاری رشوه می‌دهد تا رابطهٔ او و تریسیِ متأهل را از مطبوعات پنهان نگه دارد.
در میانهٔ دههٔ ۱۹۴۰، هیوز دو پروژه با نیروی هوایی ارتش ایالات متحده قرارداد می‌بندد: یکی برای ساخت هواپیمای جاسوسی و دیگری برای هواپیمای ترابری نظامی برای استفاده در جنگ جهانی دوم.
در سال ۱۹۴۷، در حالی که قایق پرنده هیوز اچ-۴ هرکولس هنوز در حال ساخت است، هیوز کار ساخت هواپیمای شناسایی هیوز اکس‌اف-۱۱ را تمام می‌کند و آن را آزمایش می‌کند. اما یکی از موتورهای هواپیما در میان پرواز از کار می‌افتد؛ او در بورلی هیلز، کالیفرنیا سقوط می‌کند و به‌شدت مجروح می‌شود، اما به‌شکلی معجزه‌آسا زنده می‌ماند. ارتش سفارش ساخت اچ-۴ را لغو می‌کند، با این حال هیوز با بودجهٔ شخصی به توسعهٔ آن ادامه می‌دهد. دیتریش به او اطلاع می‌دهد که باید بین تأمین مالی شرکت هواپیمایی و پروژهٔ کشتی پرنده یکی را انتخاب کند. هیوز دستور می‌دهد که دارایی‌های تی‌دبلیو‌اِی را وثیقه بگذارند تا بتواند پروژه را پیش ببرد.
با وخیم‌تر شدن اختلال وسواس، هیوز دچار پارانویای شدید می‌شود؛ خانهٔ گاردنر را شنود می‌کند و سیم‌کشی مخفی نصب می‌کند تا او را زیر نظر داشته باشد، تا اینکه گاردنر او را از خانه بیرون می‌کند. اف‌بی‌آی به‌اتهام سودجویی در جنگ به خانه‌اش یورش می‌برد و دارایی‌هایش را جست‌وجو می‌کند.
بروستر به‌طور خصوصی پیشنهاد می‌دهد که اگر هیوز شرکت تی‌دبلیو‌اِی را به تریپ بفروشد، اتهاماتش را پس خواهد گرفت، اما هیوز رد می‌کند. علائم OCD او شدیدتر می‌شود و او برای سه ماه به «منطقه‌ای پاک از میکروب» پناه می‌برد. تریپ با اطمینان از اینکه هیوز ظاهر نخواهد شد، بروستر را وامی‌دارد که او را به جلسهٔ استماع سنا فرا بخواند. گاردنر به دیدار هیوز می‌رود و شخصاً او را برای حضور در جلسه آماده می‌کند.
هیوز که دوباره نیرو گرفته، در جلسهٔ سنا از خود دفاع می‌کند و سناتور بروستر را به دریافت رشوه از تریپ متهم می‌کند. او سخنانش را با اعلام تعهد به اتمام ساخت هواپیمای اچ-۴ پایان می‌دهد و می‌گوید اگر موفق به پرواز دادن آن نشود، کشور را ترک خواهد کرد. لایحهٔ بروستر فوراً رد می‌شود.
پس از پرواز موفق هواپیما، هیوز با دیتریش و مهندسش گلن اودکرک دربارهٔ طراحی یک هواپیمای جت جدید برای تی‌دبلیو‌اِی گفت‌وگو می‌کند. اما ناگهان دچار توهم مردانی با لباس‌های ضد میکروب می‌شود و حملهٔ عصبی به او دست می‌دهد. اودکرک او را در دستشویی پنهان می‌کند تا دیتریش دکتر بیاورد. در آنجا هیوز دچار یادآوری خاطرات گذشته می‌شود؛ از دوران کودکی‌اش، عشقش به پرواز و عطشش برای موفقیت، و با تکرار وسواسی عبارت «راه آینده» از هوش می‌رود.

## بازیگران
- لئوناردو دی‌کاپریو (در نقش هاوارد هیوز)
- کیت بلانشت (در نقش کاترین هپبورن)
- کیت بکینسیل (در نقش اوا گاردنر)
- آلن آلدا (در نقش سناتور رالف اون بریستر)
- الک بالدوین (در نقش خوان تریپ)
- جود لا (در نقش ارول فلین)
- گوئن استفانی (در نقش جین هارلو)
- برنت اسپاینر (در نقش رابرت گراس)

## جوایز
- برنده اسکار فیلم‌برداری برای رابرت ریچاردسون
- برنده اسکار طراحی صحنه برای سندی پاول
- برنده اسکار تدوین برای تلما شونمیکر
- برنده اسکار نقش مکمل زن برای «کیت بلانشت»
- برنده اسکار بهترین طراحی لباس
- نامزد اسکار کارگردانی برای «مارتین اسکورسیزی»
- نامزد اسکار بهترین فیلم سال
- نامزد اسکار صدابرداری برای تام فلیشمن و پیتر هلیدال
- نامزد اسکار نقش اول مرد برای «لئوناردو دی‌کاپریو»
- نامزد اسکار نقش مکمل مرد برای «آلن آلدا»
- نامزد اسکار فیلم‌نامهٔ غیر اقتباسی برای «جان لوگان»
- برنده گلدن گلوب بهترین فیلم درام
- برنده گلدن گلوب بهترین بازیگر نقش اول مرد فیلم درام
- برنده گلدن کلوب بهترین موسیقی
- نامزد گلدن گلوب بهترین بازیگر نقش مکمل فیلم درام
- نامزد گلدن گلوب بهترین کارگردانی
- نامزد گلدن گلوب بهترین فیلمنامه
- برنده بفتای بهترین فیلم
- برنده بفتای بهترین بازیگر نقش مکمل زن
- برنده بفتای بهترین گریم و آرایش مو
- برنده بفتای بهترین طراحی تولید
- نامزد بفتای بهترین کارگردانی
- نامزد بفتای بهترین بازیگر نقش اول مرد
- نامزد بفتای بهترین نقش مکمل مرد
- نامزد بفتای بهترین تدوین
- نامزد بفتای بهترین فیلمنامه اورجینال
- نامزد بفتای بهترین فیلمبرداری
- نامزد بفتای بهترین طراحی لباس
- نامزد بفتای بهترین صدا
- نامزد بفتای بهترین موسیقی
- نامزد بفتای بهترین جلوه‌های ویژه